# Lymantria polysticta
Lymantria polysticta är en fjärilsart som beskrevs av Collenette 1929. Lymantria polysticta ingår i släktet Lymantria och familjen tofsspinnare. Inga underarter finns listade i Catalogue of Life.